# Araneus viridisomus
Araneus viridisomus là một loài nhện trong họ Araneidae.
Loài này thuộc chi Araneus. Araneus viridisomus được Frederick Henry Gravely miêu tả năm 1921.